# Joan Botam
Joan Botam i Casals (Borjas Blancas, Lérida; 21 de septiembre de 1926-30 de noviembre de 2023) fue un sacerdote y capuchino español, con el nombre religioso Fra Salvador de les Borges. 

## Biografía
Al acabar los estudios, trabajó en el Registro de la Propiedad y como interventor en el ayuntamiento de Borjas Blancas. En 1944 ingresó como novicio de la orden de los Capuchinos en Arenys de Mar. En 1955 se doctoró en Teología en la Universidad Pontificia de Salamanca y en la Universidad Gregoriana de Roma, y en 1957 fue nombrado vicedirector (más tarde fue director) del Colegio de Filosofía y Teología de los Capuchinos. En 1952 fue ordenado sacerdote.
Interesado por la cultura catalana, su trabajo Arnau de Vilanova, moralista (1956) recibió el Premio Jaume Serra i Húnter otorgado por el Instituto de Estudios Catalanes. También se ha interesado por el excursionismo. En 1963 fue nombrado provincial de los Frailes Menores capuchinos de Cataluña, al mismo tiempo que ejercía como consiliario de la institución ecuménica Pax Christi, cargo desde el que impulsó iniciativas vinculadas a la paz y al ecumenismo. Así participó en la fundación del Instituto Víctor Seix de Polemología, formó parte del jurado para la concesión del Memorial Juan XXIII y colaboró activamente con la resistencia cultural antifranquista, jugando un papel destacado en la Capuchinada de 1966. Después de este hecho, el gobernador civil de Barcelona, Antonio Ibáñez Freire intentó expulsarlo de España, pero las autoridades religiosas y la Santa Sede lo impidieron.
En 1984 fundó el Centro Ecuménico de Cataluña para promover el diálogo entre ortodoxos, anglicanos, católicos y protestantes; y posteriormente la Plataforma Intercultural Barcelona 1992 con el fin de promover el diálogo entre religiones aprovechando la celebración de los Juegos Olímpicos de Verano de 1992 en Barcelona y que todos los deportistas de diferentes religiones tuvieran un espacio común para rezar. Así surgiría el Centro Abraham del Poblenou. Al mismo tiempo, fue nombrado presidente de la Unión de Religiosos de Cataluña (URC) y fue uno de los promotores del Primer Congreso de Vida Religiosa en Cataluña.
En 1997 fue presidente de la Comisión elaboradora del anteproyecto de Centro Interreligioso / Servicio Municipal de Atención a Personas y Agrupaciones Religiosas de Barcelona. En 2000 representó a Barcelona, junto con Enric Capó, en la Cumbre del Milenio de líderes religiosos y espirituales en las Naciones Unidas.
En 2010 recibió la Creu de Sant Jordi por su contribución al diálogo entre religiones y por promover la paz, la convivencia y el entendimiento entre culturas. También ha recibido el Premio en convivencia y diálogo interreligioso del Grupo de Trabajo Estable de Religiones (GTER).